# AmiFIG
AmiFIG – edytor grafiki wektorowej wzorowany na programie Xfig, jednak przeznaczony do pracy w środowisku systemów operacyjnych AmigaOS i AROS.

## Możliwości

### Tworzenie obiektów
Podstawowymi typami obiektów w programie AmiFIG są:
- otwarte i zamknięte krzywe
- elipsy
- wielokąty
- tekst
- obrazki, np. PNG, GIF, JPEG, EPS
- złożone obiekty, które są kompozycją zwykłych obiektów

Obiekty w zależności od ich typu mogą mieć różne atrybuty. Są to między innymi:
- szerokość linii
- styl linii
- strzałki
- kolor konturu, kolor wypełnienia i wypełnienie deseniem

### Manipulacja obiektami
- przesunięcie
- kopiowanie
- skalowanie
- obracanie
- wyrównywanie
- dodawanie/usuwanie punktów z linii i krzywych
- kopiowanie atrybutów obiektu
- ręczne wpisywanie pozycji punktów